# 布爾季 (波爾塔瓦區)
49°39′22″N 34°53′29″E / 49.65611°N 34.89139°E
布爾季（烏克蘭語：Бурти），是烏克蘭的村落，位於該國中部波爾塔瓦州，由波爾塔瓦區負責管轄，處於科洛馬克河右岸，距離科洛馬克0.5公里，海拔高度89米，2001年人口29。